# Повітронагрівач (доменне виробництво)

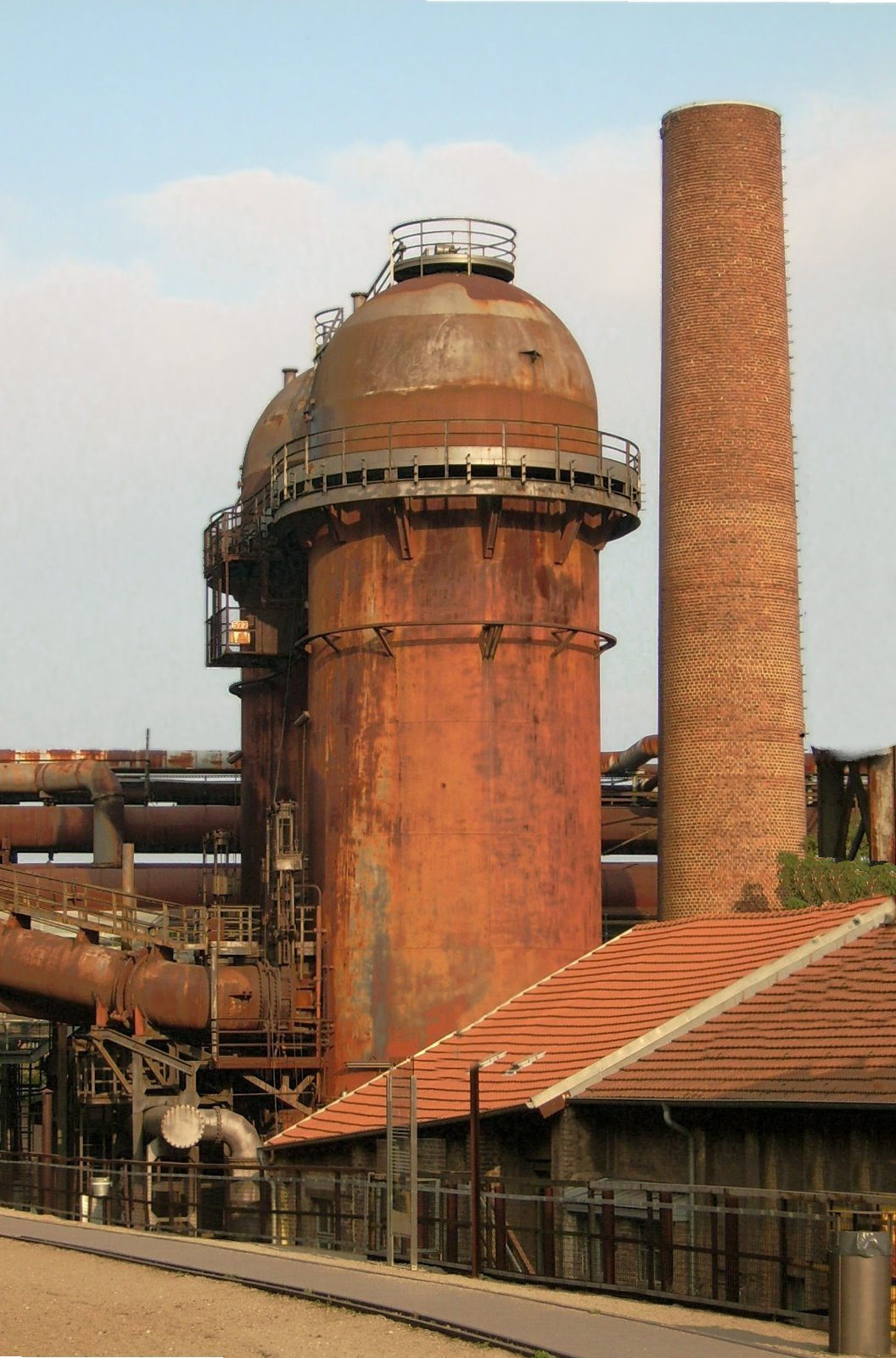
Повітронагрівач.

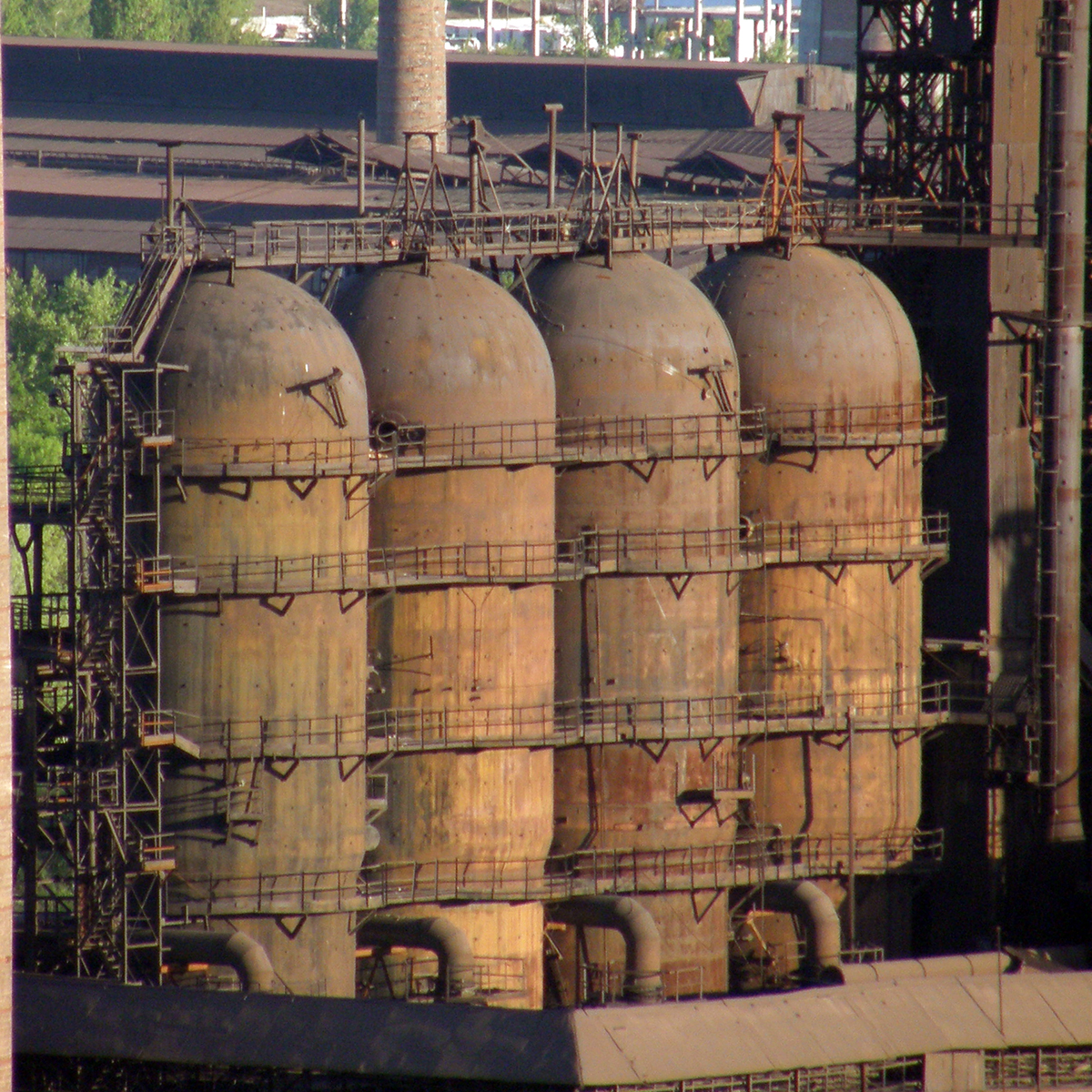
каупери Краматорського металургійного заводу

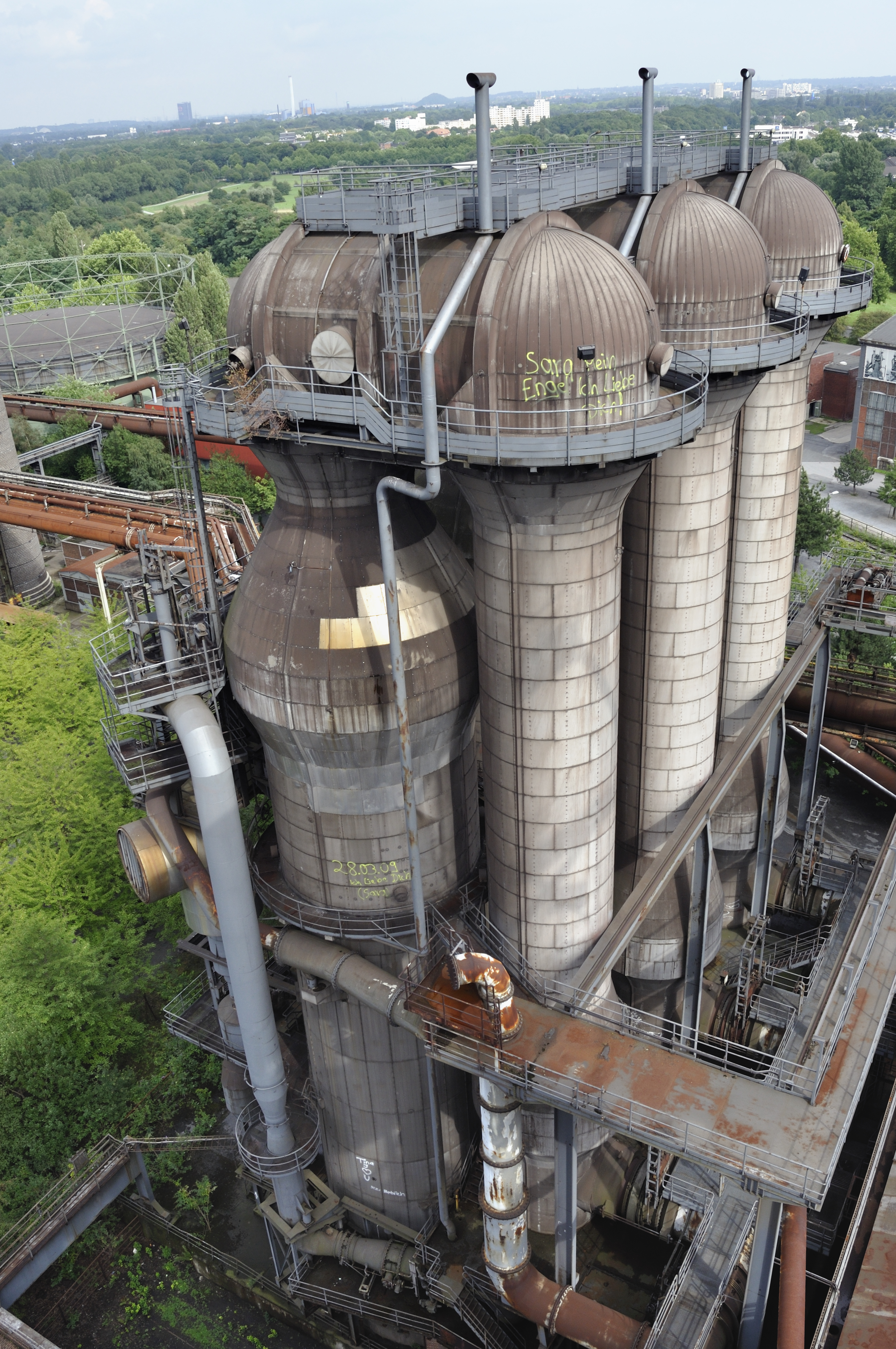
Повітронагрівачі з виносною камерою горіння. Колишній металургійний завод у місті Дуйсбурґ, Німеччина. Тепер Ландшафтний парк «Дуйсбурґ-Норд».

Повітронагрівач (також повітронагрівник) — апарат для підігрівання повітря (дуття) перед подачею його у доменну піч. З моменту виникнення існувало кілька типів повітронагрівачів і їхніх різновидів. Сьогодні використовуються лише повітронагрівачі регенеративного типу, винайдені 1857 року Едвардом Каупером або їх різновиди, що звуться також «кауперами». Сучасні каупери дають можливість подачі у доменну піч гарячого дуття з температурою 1300 °C.

## Історія
Хоча доменне виробництво існує приблизно з XIV століття, ідея про вдування у доменну піч нагрітого дуття, а не холодного (тобто з температурою атмосферного повітря) виникла лише на початку XIX століття. 1828 року Нілсон Джеймс Бомон першим взяв патент на використання гарячого дуття. 1829 року здійснив гаряче дуття на заводі Клайд (англ. Clyde Iron Works) у Шотландії. Його пристрій дозволяв нагрівати повітря до температури 150 °C. Використання у доменній пічі замість холодного нагрітого лише до 150 °C дуття призвело до зниження питомої витрати кам'яного вугілля, що використовувалося у доменній плавці, на 36 %. Через високу ефективність нагріте повітря дуже скоро отримало розповсюдження. Жодний інший захід за весь час існування доменного виробництва не призвів до такого значного зниження питомої витрати палива, як використання нагрітого дуття.
1860 року Каупер Едвард Альфред запропонував свій тип повітронагрівачів, які часто звуться «кауперами».

## Каупер
Каупер являє собою циліндр діаметром до 10 м з куполом нагорі і заввишки до 52 м. Ззовні повітронагрівач покритий кожухом з листової сталі і добре герметизований. Зсередини кладеться вогнетривке мурування, що запобігає прогару кожуху і деформації та зменшує теплові втрати.
Внутрішній простір повітронагрівача розділений вертикальною стінкою, що не доходить до верху, на дві частини — камеру горіння і насадку. Нагорі розміщений підкупольний простір, що з'єднує дві частини повітронагрівача. У камеру горіння подається доменний газ і повітря для згоряння газу. Газоповітряна суміш згорає і продукти горіння підіймаються вгору по камері горіння, огинають купольну частину повітронагрівача і далі під дією тяги димової труби спрямовуються проходять через насадку у напрямку вниз. Далі гази потрапляють у піднасадочний простір, кабан і димову трубу, через яку викидаються у атмосферу. Проходячи через насадку продукти горіння віддають своє тепло насадці, нагрівають її, а самі охолоджуються. У насадці акумулюється велика кількість тепла.
Повітронагрівачі працюють циклічно. Цикл починається з нагрівання насадки. Для кожної доменної пічі використовується від трьох до чотирьох повітронагрівачів. Поки одні повітронагрівачі нагріваються, через один з них, вже нагрітий, повітря подається у доменну піч. Після того як цей каупер остигає, на дуття ставлять інший, а цей знову ставлять на нагрівання. При цьому відключається горілка, зачиняються димові клапани. Холодне повітря, взяте з атмосфери, під тиском, утвореним повітродувною машиною, по повітропроводу холодного дуття подається у нагрітий каупер. Повітря проходить насадку, нагрівається і подається у доменну піч.
Існують різні конструкції повітронагрівачів, однак принцип дії у них однаковий.
Сучасні каупери дають можливість подачі у доменну піч гарячого дуття з температурою 1300 °C.